# Abertura à experiência
A abertura à experiência é um dos domínios usados para descrever a personalidade humana no Modelo dos Cinco Fatores. Abertura envolve cinco facetas ou dimensões, incluindo imaginação ativa (fantasia), sensibilidade estética, atenção aos sentimentos internos, preferência pela variedade e curiosidade intelectual. Muitas pesquisas psicométricas demonstraram que essas facetas ou qualidades estão significativamente correlacionadas. Assim, a abertura pode ser vista como um traço de personalidade global que consiste em um conjunto de traços, hábitos e tendências específicos que se agrupam.
A abertura tende a ser normalmente distribuída com um pequeno número de indivíduos com pontuação extremamente alta ou baixa na característica, e a maioria das pessoas com pontuação moderada. Pessoas com baixa abertura são consideradas fechadas para a experiência. Eles tendem a ser convencionais e tradicionais em suas perspectivas e comportamento. Eles preferem rotinas familiares a novas experiências e geralmente têm uma gama mais restrita de interesses. A abertura tem relações positivas moderadas com criatividade, inteligência e conhecimento. A abertura está relacionada ao traço psicológico da absorção, e a absorção semelhante tem uma relação modesta com as diferenças individuais na suscetibilidade hipnótica.
A abertura tem relações mais modestas com aspectos do bem-estar subjetivo do que outros traços de personalidade do Modelo dos Cinco Fatores. Em geral, a abertura parece não ter relação com os sintomas de transtornos mentais.

## Medição
A abertura à experiência é geralmente avaliada com medidas de autorrelato, embora também sejam utilizados relatórios de pares e observação de terceiros. As medidas de autorrelato são lexicais ou baseadas em declarações. Qual medida de qualquer tipo é usada é determinada por uma avaliação das propriedades psicométricas e das restrições de tempo e espaço da pesquisa que está sendo realizada.
- As medidas lexicais usam adjetivos individuais que refletem a abertura para experimentar traços, como criativo, intelectual, artístico, filosófico, profundo . Goldberg (1992) desenvolveu uma medida de 20 palavras como parte de seus marcadores Big Five de 100 palavras.[8] Saucier (1994) desenvolveu uma medida mais curta de 8 palavras como parte de seus minimarcadores de 40 palavras.[9] No entanto, as propriedades psicométricas dos mini-marcadores originais de Saucier foram encontradas abaixo do ideal em amostras fora da América do Norte.[6] Como resultado, uma medida sistematicamente revisada foi desenvolvida para ter melhores propriedades psicométricas, os Mini-Marcadores Internacionais em Inglês.[6] Os minimarcadores internacionais em inglês têm boa validade psicométrica para avaliar a abertura e outras dimensões do modelo de personalidade de cinco fatores, tanto dentro como, principalmente, sem populações americanas. A confiabilidade da consistência interna da medida de abertura é 0,84 para falantes de inglês nativos e não nativos.
- As medidas de declaração tendem a compreender mais palavras e, portanto, ocupam mais espaço para instrumentos de pesquisa do que as medidas lexicais. Por exemplo, a escala Abertura (intelecto) do Pool de Itens de Personalidade Internacional de Goldberg é de 45 palavras em comparação à escala lexical de Saucier ou Thompson (2008) de 8 palavras para Abertura.[6] Exemplos de itens de medidas de afirmação são o amor por pensar em novas maneiras de fazer as coisas e ter dificuldade em entender idéias abstratas.[7] Dois exemplos de medidas de declaração são o NEO PI-R, baseado no modelo de cinco fatores, e o HEXACO-PI-R, baseado no modelo de personalidade HEXACO.[10] Nestes testes, a abertura à experiência é uma das seis dimensões de personalidade medidas; em ambos os testes, a abertura para a experiência tem várias facetas. O NEO PI-R avalia seis facetas chamadas abertura a idéias, sentimentos, valores, fantasia, estética e ações, respectivamente. O HEXACO-PI-R avalia quatro facetas chamadas curiosidade, criatividade, apreciação estética e não convencional.

Vários estudos descobriram que a abertura à experiência tem dois subcomponentes principais, um relacionado às disposições intelectuais, o outro relacionado aos aspectos experienciais da abertura, como apreciação estética e abertura a experiências sensoriais. Esses subcomponentes foram referidos como intelecto e experimentaram abertura, respectivamente, e têm uma forte correlação positiva (r = 0,55) entre si.
Segundo a pesquisa de Sam Gosling, é possível avaliar a abertura examinando as casas e os espaços de trabalho das pessoas. Indivíduos altamente abertos à experiência tendem a ter decorações distintas e não convencionais. Também é provável que tenham livros sobre uma ampla variedade de tópicos, uma coleção diversificada de músicas e obras de arte em exibição.

## Aspectos psicológicos
A abertura à experiência tem componentes motivacionais e estruturais. Pessoas com alta abertura são motivadas a buscar novas experiências e se envolver no auto-exame. Estruturalmente, eles têm um estilo fluido de consciência que lhes permite fazer novas associações entre idéias remotamente conectadas. Pessoas fechadas, por outro lado, se sentem mais à vontade com experiências familiares e tradicionais.

### Criatividade
A abertura à experiência se correlaciona com a criatividade, medida por testes de pensamento divergente. A abertura foi associada à criatividade artística e científica, uma vez que artistas profissionais e cientistas obtiveram uma pontuação mais alta em comparação com os membros da população em geral.

### Inteligência e conhecimento
A abertura à experiência se correlaciona com a inteligência, com coeficientes de correlação variando de r = 0,30 a r = 0,45. abertura à experiência está moderadamente associada à inteligência cristalizada, mas apenas fracamente à inteligência fluida. Um estudo que examinou as facetas da abertura descobriu que as facetas Idéias e Ações tinham correlações positivas modestas com a inteligência fluida (r = 0,20 er = 0,07, respectivamente). Essas habilidades mentais podem surgir com mais facilidade quando as pessoas têm disposição curiosa e estão abertas ao aprendizado. Vários estudos encontraram associações positivas entre abertura à experiência e conhecimentos gerais . Pessoas com alta abertura podem estar mais motivadas a se envolver em atividades intelectuais que aumentam seu conhecimento. abertura à experiência, especialmente a faceta Ideias, está relacionada à necessidade de cognição, uma tendência motivacional para pensar em idéias, examinar informações e gostar de resolver quebra-cabeças e ao envolvimento intelectual típico (uma construção semelhante). necessidade de cognição).

### Absorção e hipnotização
A abertura à experiência está fortemente relacionada ao construto psicológico da absorção definido como "uma disposição para ter episódios de 'total' atenção que envolvem totalmente os recursos representacionais (perceptivos i.e., enativos, imaginativos e ideacionais)". O construto de absorção foi desenvolvido para relacionar diferenças individuais na hipnotizabilidade com aspectos mais amplos da personalidade. O construto de absorção influenciou o desenvolvimento de Costa e McCrae do conceito de abertura à experiência em seu modelo original de NEO devido ao independência de absorção em relação à extroversão e ao neuroticismo. A abertura de uma pessoa para se absorver em experiências parece exigir uma abertura mais geral a experiências novas e incomuns. A abertura à experiência, como a absorção, tem correlações positivas modestas com diferenças individuais na hipnotização. análise fatorial mostrou que as facetas de fantasia, estética e sentimentos de abertura estão intimamente relacionadas a absorção e prever hipnotizabilidade, enquanto as três facetas restantes de idéias, ações e valores não estão relacionadas a essas construções. Esse achado sugere que a abertura à experiência pode ter duas subdimensões distintas, porém relacionadas: uma relacionada a aspectos de atenção e consciência avaliados pelas facetas da fantasia, estética e sentimentos; o outro estava relacionado à curiosidade intelectual e ao liberalismo social / político, avaliado pelas três facetas restantes. No entanto, todos estes têm um tema comum de 'abertura' em algum sentido. Essa visão bidimensional da abertura à experiência é particularmente pertinente à hipnotização. No entanto, ao considerar critérios externos que não sejam hipnotizáveis, é possível que uma estrutura dimensional diferente possa ser aparente; por exemplo, a curiosidade intelectual pode não estar relacionada ao liberalismo social/político em certos contextos.

### Relação com outros traços de personalidade
Embora os fatores no modelo Big Five sejam assumidos como independentes, a abertura à experiência e a extroversão avaliadas no NEO-PI-R têm uma correlação positiva substancial. abertura à experiência também tem uma correlação positiva moderada com a busca de sensações, particularmente a faceta de busca de experiências. Apesar disso, argumentou-se que a abertura à experiência ainda é uma dimensão de personalidade independente desses outros traços, porque a maior parte da variação no traço não pode ser explicada por sua sobreposição com esses outros construtos. Um estudo comparando o inventário de temperamento e caráter com o modelo dos cinco fatores descobriu que a abertura à experiência tinha uma correlação positiva substancial com a autotranscendência (uma característica "espiritual") e, em menor grau, a busca por novidades (conceitualmente semelhante à busca por sensações). Também teve uma correlação negativa moderada com a prevenção de danos. O indicador de tipo Myers-Briggs (MBTI) mede a preferência da "intuição", que está relacionada à abertura à experiência. Robert McCrae apontou que a escala de sensação versus intuição do MBTI "contrasta uma preferência pelo factual, simples e convencional com uma preferência pelo possível, complexo e original" e, portanto, é semelhante a medidas de abertura.

### Atitudes sociais e políticas
Existem implicações sociais e políticas nesse traço de personalidade. Pessoas altamente abertas à experiência tendem a ser liberais e tolerantes com a diversidade. Como conseqüência, eles geralmente são mais abertos a diferentes culturas e estilos de vida. Eles são mais baixos em etnocentrismo, autoritarismo de direita, orientação de domínio social e preconceito. abertura tem uma relação mais forte (negativa) com o autoritarismo de direita do que as outras características do modelo de cinco fatores (a consciência tem uma associação positiva modesta e as outras características têm associações desprezíveis). abertura tem uma associação um pouco menor (negativa) com a orientação de domínio social do que a (baixa) aceitação (as outras características têm associações desprezíveis). A abertura tem uma relação mais forte (negativa) com o preconceito do que as outras características do modelo de cinco fatores (a agradabilidade tem uma associação negativa mais modesta e as outras características têm associações desprezíveis). No entanto, o autoritarismo de direita e a orientação de dominância social são associados mais fortemente (positivamente) ao preconceito do que à abertura ou a qualquer outra característica do modelo de cinco fatores. Pesquisas recentes argumentaram que a relação entre abertura e preconceito pode ser mais complexa, pois o preconceito examinado era preconceito contra grupos não convencionais de baixo status (por exemplo, minorias sexuais e étnicas) e que pessoas com maior abertura ainda podem ser afetadas. intolerante com pessoas com visões de mundo conflitantes.
Em relação ao conservadorismo, estudos descobriram que o conservadorismo cultural estava relacionado à baixa abertura e a todas as suas facetas, mas o conservadorismo econômico não estava relacionado à abertura total, e apenas fracamente negativamente relacionado às facetas Estética e Valores. O preditor de personalidade mais forte do conservadorismo econômico foi a baixa aceitação (r = -23). O conservadorismo econômico baseia-se mais na ideologia, enquanto o conservadorismo cultural parece ser mais psicológico do que ideológico e pode refletir uma preferência por costumes simples, estáveis e familiares.

### Bem-estar subjetivo e saúde mental
Verificou-se que a abertura à experiência tem associações modestas, porém significativas, com felicidade, afeto positivo e qualidade de vida e não está relacionada à satisfação com a vida, afeto negativo e afeto geral nas pessoas em geral. Essas relações com aspectos do bem-estar subjetivo tendem a ser mais fracas em comparação com as de outras características do modelo de cinco fatores, ou seja, extroversão, neuroticismo, consciência e agradabilidade. Verificou-se que a abertura à experiência está associada à satisfação com a vida em idosos após o controle de fatores de confusão. abertura geralmente parece não ter relação com a presença de transtornos mentais. Uma meta-análise das relações entre os traços do modelo de cinco fatores e os sintomas de distúrbios psicológicos descobriu que nenhum dos grupos de diagnóstico examinados diferia dos controles saudáveis sobre a abertura à experiência.

### Transtornos da personalidade
Pelo menos três aspectos da abertura são relevantes para a compreensão dos distúrbios da personalidade: distorções cognitivas, falta de discernimento e impulsividade. Os problemas relacionados à alta abertura que podem causar problemas com o funcionamento social ou profissional são fantasias excessivas, pensamentos peculiares, identidade difusa, objetivos instáveis e inconformidade com as demandas da sociedade.
A alta abertura é característica do transtorno de personalidade esquizotípico (pensamento estranho e fragmentado), transtorno de personalidade narcísico (autoavaliação excessiva) e transtorno de personalidade paranóica (sensibilidade à hostilidade externa). A falta de percepção (mostra baixa abertura) é característica de todos os transtornos de personalidade e pode explicar a persistência de padrões comportamentais desadaptativos.
Os problemas associados à baixa abertura são dificuldades de adaptação às mudanças, baixa tolerância a diferentes visões de mundo ou estilos de vida, achatamento emocional, alexitimia e uma gama estreita de interesses. rigidez é o aspecto mais óbvio da (baixa) abertura entre os transtornos de personalidade e mostra falta de conhecimento das próprias experiências emocionais. É o mais característico do transtorno obsessivo-compulsivo da personalidade, o oposto conhecido como impulsividade (aqui: um aspecto da abertura que mostra uma tendência a se comportar de maneira incomum ou autística) é característico dos transtornos de personalidade esquizotípicos e limítrofes.

### Religiosidade e espiritualidade
A abertura à experiência tem relações mistas com diferentes tipos de religiosidade e espiritualidade. A religiosidade geral tem uma fraca associação com baixa abertura. O fundamentalismo religioso tem uma relação um pouco mais substancial com baixa abertura. Verificou-se que experiências místicas ocasionadas pelo uso de psilocibina aumentam significativamente a abertura (consulte 'Uso de Drogas', abaixo).

### Gênero
Um estudo que examinou as diferenças de gênero nos cinco grandes traços de personalidade em 55 países descobriu que entre os países havia diferenças médias desprezíveis entre homens e mulheres na abertura à experiência. Por outro lado, em todas as nações, as mulheres foram significativamente mais altas que os homens em neuroticismo, extroversão, agradabilidade e consciência. Em 8 culturas, os homens foram significativamente maiores do que as mulheres na abertura, mas em 4 culturas as mulheres foram significativamente maiores que os homens. Pesquisas anteriores descobriram que as mulheres tendem a ser mais altas na faceta de sentimentos de abertura, enquanto os homens tendem a ser mais altas na faceta de idéias, embora o estudo de 55 nações não tenha avaliado facetas individuais.

### Recordação dos sonhos
Um estudo sobre diferenças individuais na frequência da lembrança dos sonhos descobriu que a abertura à experiência era o único grande traço de personalidade relacionado à lembrança dos sonhos. A frequência de recordação de sonhos também tem sido relacionada a traços de personalidade semelhantes, como absorção e dissociação. A relação entre a lembrança dos sonhos e essas características foi considerada evidência da teoria da continuidade da consciência. Especificamente, as pessoas que têm experiências vívidas e incomuns durante o dia, como as que apresentam alto nível nessas características, tendem a ter um conteúdo de sonho mais memorável e, portanto, uma melhor recordação de sonho.

### Sexualidade
A abertura está relacionada a muitos aspectos da sexualidade. Homens e mulheres com alta abertura são mais bem informados sobre sexo, têm uma experiência sexual mais ampla, impulsos sexuais mais fortes e atitudes sexuais mais liberais. Em casais, o nível de abertura das esposas, mas não dos maridos, está relacionado à satisfação sexual. Isso pode acontecer porque as esposas abertas estão mais dispostas a explorar uma variedade de novas experiências sexuais, levando a uma maior satisfação de ambos os cônjuges. Em comparação aos heterossexuais, as pessoas que são homossexuais, assexuais ou bissexuais - particularmente bissexuais - têm média mais alta de abertura.

## Genes e fisiologia
Acredita-se que a abertura à experiência, como as outras características do modelo de cinco fatores, tenha um componente genético. Gêmeos idênticos (que têm o mesmo DNA) apresentam pontuações semelhantes na abertura à experiência, mesmo quando foram adotados em famílias diferentes e criados em ambientes muito diferentes. Um estudo genético com 86 indivíduos encontrou abertura à experiência relacionada ao polimorfismo 5-HTTLPR associado ao gene transportador de serotonina.
Níveis mais altos de abertura têm sido associados à atividade no sistema dopaminérgico ascendente e no córtex pré-frontal dorsolateral . A abertura é o único traço de personalidade que se correlaciona com os testes neuropsicológicos da função cortical pré-frontal dorsolateral, apoiando os vínculos teóricos entre abertura, funcionamento cognitivo e QI.

## Geografia
Um estudo italiano descobriu que as pessoas que viviam nas ilhas Tirreno costumavam ser menos abertas à experiência do que as que viviam no continente vizinho, e que as pessoas cujos ancestrais habitavam as ilhas havia vinte gerações tendiam a ser menos abertas à experiência do que as chegadas mais recentes. Além disso, as pessoas que emigraram das ilhas para o continente tenderam a ser mais abertas à experiência do que as que ficaram nas ilhas e do que as que emigraram para as ilhas.
As pessoas que vivem nas partes leste e oeste dos Estados Unidos tendem a pontuar mais em termos de abertura à experiência do que aquelas que vivem no meio - oeste dos Estados Unidos e no sul dos Estados Unidos . As maiores pontuações médias de abertura são encontradas nos estados de Nova York, Oregon, Massachusetts, Washington e Califórnia. As pontuações médias mais baixas são de Dakota do Norte, Wyoming, Alasca, Alabama e Wisconsin.

## Uso de drogas
Os psicólogos no início dos anos 70 usaram o conceito de abertura para experimentar para descrever pessoas com maior probabilidade de usar maconha. A abertura foi definida nesses estudos como alta criatividade, aventureiro, busca de novidades em sensações internas e baixo autoritarismo. Vários estudos correlacionais confirmaram que os jovens que obtêm uma pontuação alta nesse conjunto de características têm maior probabilidade de usar maconha. Pesquisas mais recentes replicaram esse achado usando medidas contemporâneas de abertura.
Estudos transculturais descobriram que culturas com alta abertura à experiência têm taxas mais altas de uso do ecstasy, embora um estudo em nível individual na Holanda não tenha encontrado diferenças nos níveis de abertura entre usuários e não usuários. Usuários de ecstasy tendem a ter maior extroversão e menor consciência do que os não usuários.
Um estudo de 2011 constatou que a abertura (e não outras características) aumentou com o uso de psilocibina, um efeito que ocorreu mesmo após 14 meses. O estudo constatou que as diferenças individuais nos níveis de experiência mística ao tomar psilocibina foram correlacionadas com o aumento da abertura. Os participantes que preencheram os critérios para uma 'experiência mística completa' experimentaram um aumento médio significativo na Abertura, enquanto os participantes que não atenderam aos critérios não apresentaram nenhuma alteração média na Abertura. Cinco das seis facetas da Abertura (todas, exceto Ações) mostraram esse padrão de aumento associado a uma experiência mística. Aumentos na abertura (incluindo facetas e pontuação total) entre aqueles que tiveram uma experiência mística completa foram mantidos mais de um ano após o uso do medicamento. Os participantes que tiveram uma experiência mística completa mudaram mais de 4 pontos no T-score entre a linha de base e o acompanhamento. Em comparação, verificou-se que a abertura normalmente diminui com o envelhecimento em 1 ponto T-score por década.